# Caripeta
Caripeta is een geslacht van vlinders van de familie spanners (Geometridae), uit de onderfamilie Ennominae.

## Soorten
- C. aequaliaria Grote, 1883
- C. angustiorata Walker, 1862
- C. aretaria Walker, 1860
- C. canidiaria Strecker, 1899
- C. divisata Walker, 1862
- C. hilumaria Hulst, 1886
- C. hyperythrata Dyar, 1910
- C. latiorata Walker, 1862
- C. piniata Packard, 1870
- C. rafaeli Beutelspacher, 1984